# PIC16F628
Os PIC16F627, PIC16F628 e PIC16F648 são microcontroladores produzidos pela Microchip Technology que funcionam com base em PORT, ou seja, PORTA e PORTB, que pertencem à sua família PIC de microcontroladores. Ambos possuem características semelhantes diferindo apenas na sua capacidade de memória flash disponível para o software. Memorias não volateis

## Características
O PIC16F627 possui  memória flash de 1024 palavras de 14 bits que pode ser danificada, enquanto que o PIC16F628 dispõe de memória flash de 2048 palavras de 14 bits e o PIC16F648
dispõe de memória flash de 4096 palavras de 14 bits  sendo compatíveis em todos os outros aspectos. Os pic 627 e 628  possuem 224 bytes de Memória RAM e 128 bytes de memória EEPROM e o PIC16F648 possui 256 bytes de Memória RAM e 256 bytes de 
memória EEPROM.
Sua frequência máxima de operação é de  ate 20MHz, resultando numa velocidade de processamento de 20 MIPS(acrônimo de Millions of Instructions Per Second).Seu encapsulamento DIP é de 18 pinos. Estes dois modelos dispõem de outras potencialidades como a sua memória EEPROM que pode ser gravada por instrução de programa que lhes permite guardar informação mesmo após lhes ter sido removida a tensão de alimentação..
Tensão de trabalho de 2,0V a 5,5V.
Sua pinagem DIP tem 18 pinos.

## Flexibilidade
Estes microcontroladores vem ao longo do tempo substituindo o tão famoso PIC16F84 devido à sua flexibilidade de integração em aplicações baseadas em microcontroladores. Para além do facto de que os programas escritos para o PIC16F84 serem facilmente convertidos para os PIC16F627 e PIC16F628.
A sua interface USART que lhe permite comunicar directamente com outros dispositivos que utilizem este tipo de interface tais como computadores PC através da sua porta RS-232 ou ate outro microntroladores.  Para além das vantagens referidas estes microcontroladores possuem oscilador interno por circuito RC de 4mhz  ou ainda  pode ser configurado para trabalhar com RC externo ou  resitor externo o que faz com que não seja necessário utilizar um cristal de quartzo em muitas aplicações, reduzindo assim a complexidade das mesmas e liberando os pinos para uso em outras funções.

## Periféricos
- 3 Timers sendo Timer0 , timer1 e Timer2
- 2 comparadores analógicos
- Capture, compare e PWM
- USART (Universal Synchronous / Assynchronous Receiver / Transmitter)
- Voltagem de  referencia programável
- 10 Fontes de interrupção
- 16 Bi-direcional I/O divididos em PORTA e PORTB

## Características especiais
- Power up timer (delay de 72ms quando energizado ).
- Brown out detect (reset por queda de tensão).
- Watchdog timer.
- Resistores pull-up para o PORTB de 10K habilitado por programa.
- Proteção ao código programável.
- Programação  em baixa voltagem.
- Baixo consumo de energia em modo Sleep.
- Programação serial no circuito.
- Numero de Identificação programável
- Consumo de 15uA a 3V com oscilador de 32Khz,  corrente menor que 1uA em modo Sleep.

## Programação
A Microchip Technology fornece o MPLab ambiente de desenvolvimento para programação em ASM(assembler) e C. 
Seu conjunto de instruções RISC se compõe de 35 instruções